# James Willey
James Willey (* 1. Oktober 1939 in Lynn, Massachusetts) ist ein US-amerikanischer Komponist und Musikpädagoge.
Willey studierte an der Eastman School of Music, wo er 1961 den Bachelor-, 1963 den Mastergrad und 1974 den Ph. D. in Musiktheorie und Komposition erlangte. 1964 studierte er außerdem am Berkshire Music Center in Tanglewood bei Gunther Schuller. Von 1972 bis zu seiner Emeritierung 2000 unterrichtete er an der State University of New York in Geneseo (SUNY Geneseo).
Willey komponierte Kammermusik, Orchester- und Bühnenwerke, die von Ensembles wie dem Buffalo Philharmonic Orchestra, dem Rochester Philharmonic Orchestra, der Seattle Symphony, der Baltimore Symphony, dem Minnesota Orchestra, dem Esterhazy Quartet und dem Tremont String Quartet gespielt wurden. Uraufführungen und Aufführungen seiner Kompositionen fanden u. a. in der Carnegie Hall, am Tanglewood Music Center, in der Steinway Hall, am Smithsonian Opera House und dem Seattle Opera House statt. Dirigenten wie David Zinman und Mark Elder nahmen seine Werke in ihr Repertoire auf.
Neben zahlreichen Preisen der American Society of Composers, Authors and Publishers (ASCAP) erhielt Willey drei Stipendien des National Endowment for the Arts. 2004 verlieh ihm die SUNY Geneseo einen Ehrendoktortitel.